# ألان بلور
ألان بلور (بالإنجليزية: Alan Bloor)‏ هو مدرب كرة قدم ولاعب كرة قدم بريطاني في مركز الدفاع، ولد في 16 مارس 1943 في ستوك أون ترينت في المملكة المتحدة. لعب مع بورت فايل وستوك سيتي وكليفلاند ستوكرز.

## وصلات خارجية
- ألان بلور على موقع قاعدة بيانات كرة القدم.إي يو (الإنجليزية)
- ألان بلور على موقع Soccerbase.com (مدرب) (الإنجليزية)